# Picea orientalis
Il peccio del Caucaso (Picea orientalis (L.) Peterm., 1844), chiamato anche abete rosso orientale, è una specie di peccio, appartenente alla famiglia delle Pinaceae, originaria del Caucaso e della Turchia nord-orientale.

## Etimologia
Il nome generico Picea, utilizzato già dai latini, potrebbe, secondo un'interpretazione etimologica, derivare da Pix picis = pece, in riferimento all'abbondante produzione di resina. Il nome specifico orientalis fa riferimento all'areale della specie, secondo l'uso comune del diciannovesimo secolo.

## Descrizione

### Portamento
Albero alto 40-50 metri con tronco monopodiale diritto che può raggiungere 1,5-2,3 m di diametro; i rami del primo ordine sono lunghi, slanciati, diffusi, pendenti con parte terminale ascendente. Anche i rami del secondo ordine sono lunghi e snelli, diffusi e pendenti. La chioma è strettamente conica o colonnare, densa, con rami che spesso arrivano a terra. I virgulti sono corti e snelli, flessibili, inizialmente di colore giallastro o marrone pallido, poi grigio, scanalati e pubescenti; i pulvini sono numerosi.

### Foglie
Le foglie sono aghiformi, disposte radialmente, appiattite sulla parte superiore del virgulto, quasi pettinate nella parte inferiore; sono di colore verde scuro lucido con bande stomatiche biancastre inferiormente, lunghe 0,6-0,8 cm, lineari, dritte, con sezione trasversalmente rombica e con punte obliquamente acute o ottuse. Gli stomi sono presenti su entrambe le pagine, disposti su due linee in quella superiore, su 2-5 linee in quella inferiore. Le gemme vegetative sono ovoidali-coniche, acute, lunghe 3-5 mm, prive di resina; hanno perule triangolari, ottuse, di colore marrone-rossastro, persistenti per anni.

### Fiori
Sono strobili maschili giallastri, ascellari, lunghi 1-2 cm.

### Frutti
I coni femminili sono terminali, spesso numerosi, sessili, strettamente cilindrici, inizialmente eretti, poi pendenti a maturazione; sono lunghi 5-9 cm e larghi 2-3,3 cm, inizialmente verdi, verdi purpurei o purpurei, con punta appiattita. I macrosporofilli sono largamente obovati o sub-orbicolari, sottili ma rigidi, lievemente convessi, lunghi 1,2-1,7 cm, con superficie finemente striata, ondulata o piatta, talvolta resinosa, glabra. Le brattee sono piccole, rudimentali, ligulate, lunghe 5-6 mm, totalmente incluse. I semi, di color marrone-scuro o rosso-marrone, sono ovoidali, con apici appuntiti, lunghi 3-4 mm, con parte alata ovata, lunga 6-8 mm, arancione-marrone o marrone-giallastra.

### Corteccia
La corteccia è rugosa, a scaglie, divisa in placche e di colore marrone o grigio-marrone.

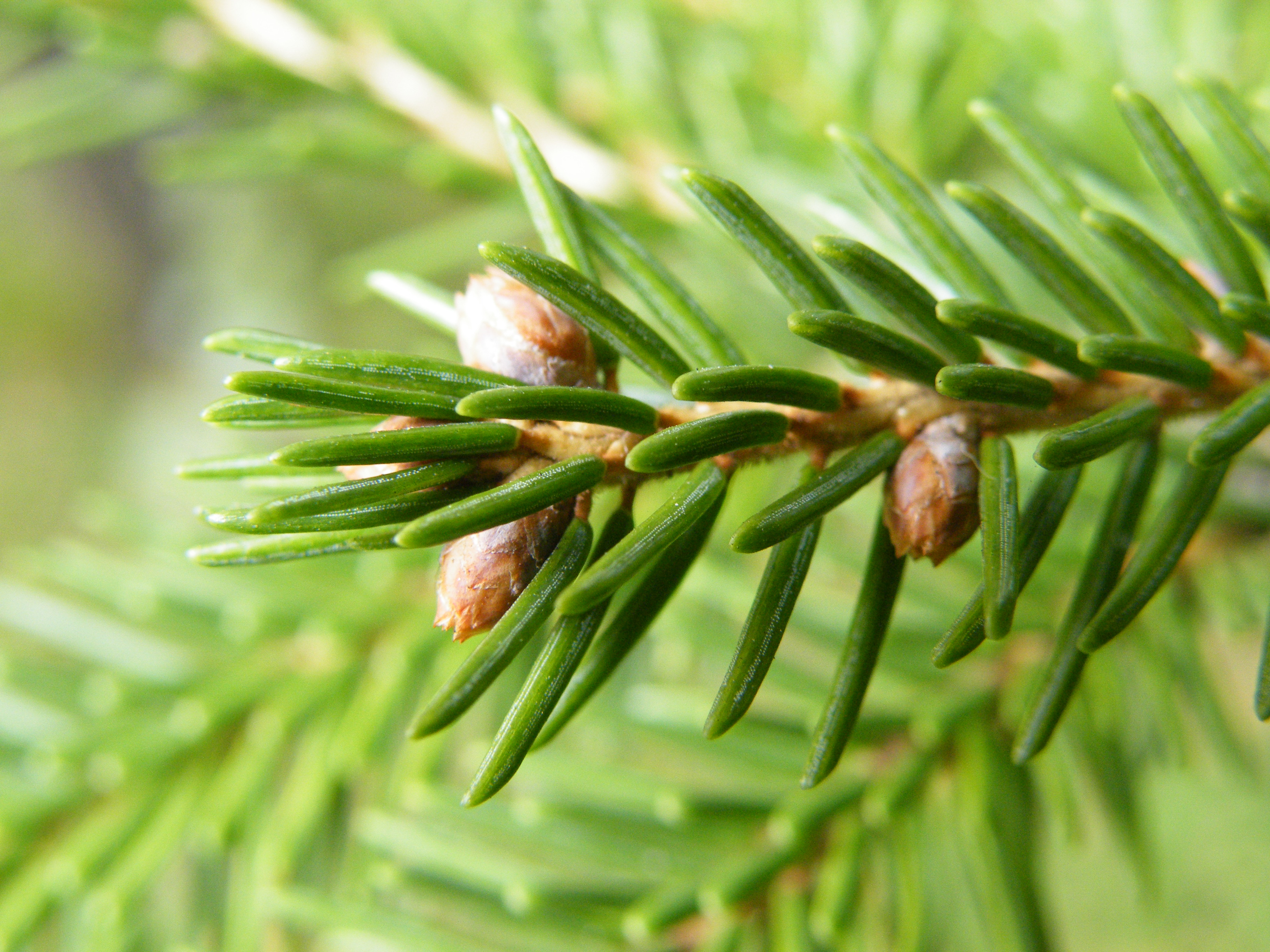
Aghi
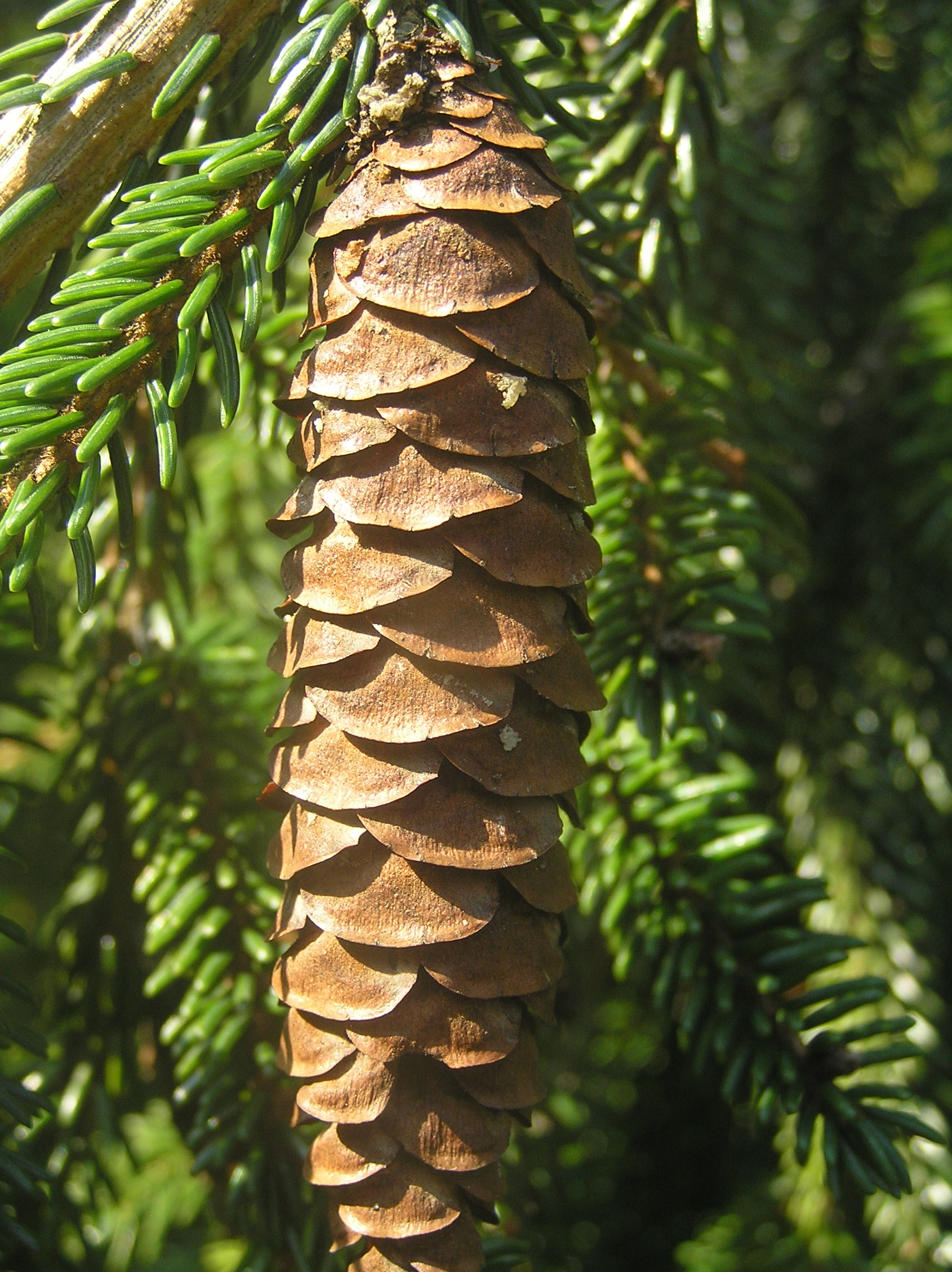
Cono femminile maturo
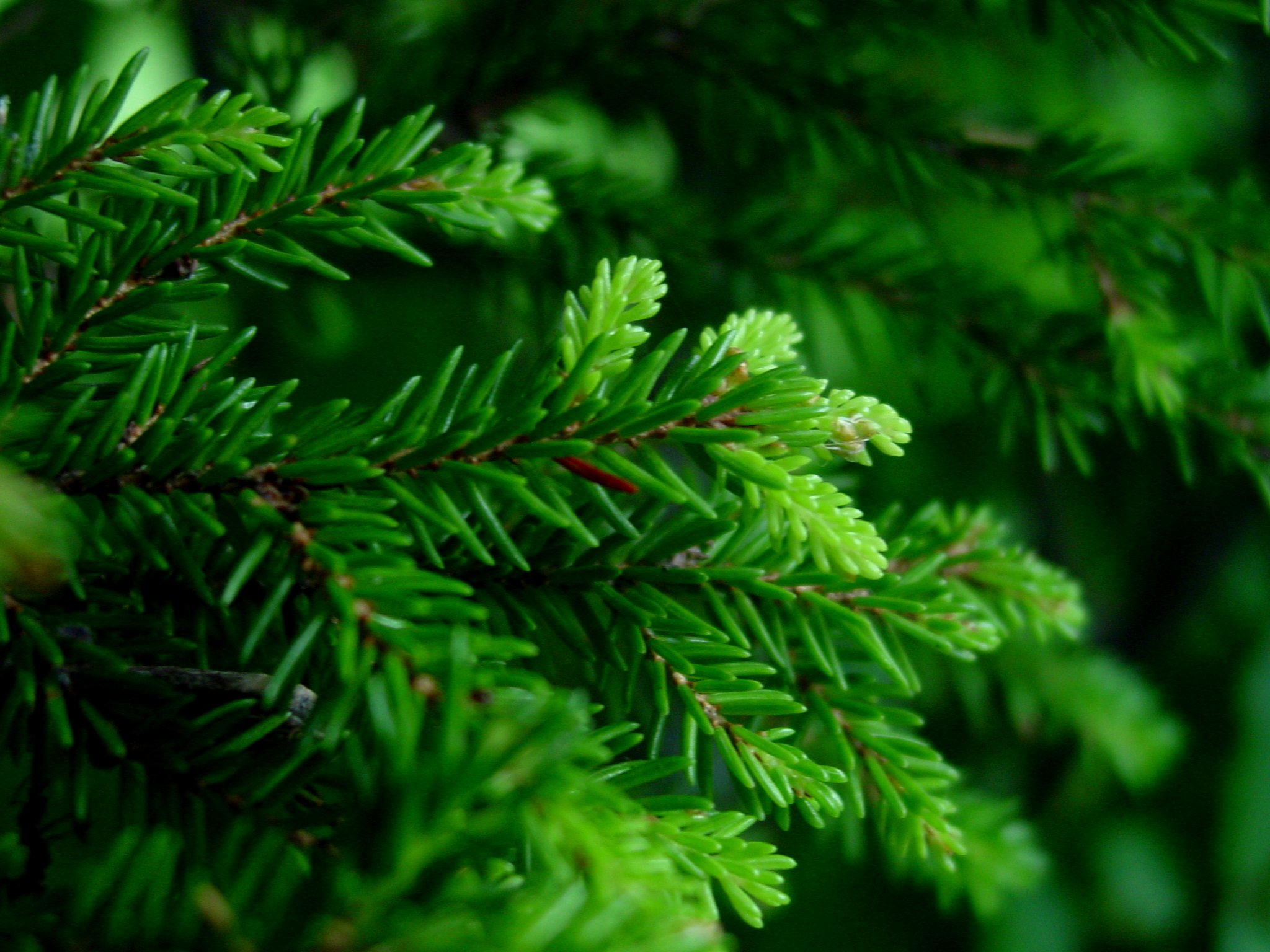
Virgulto
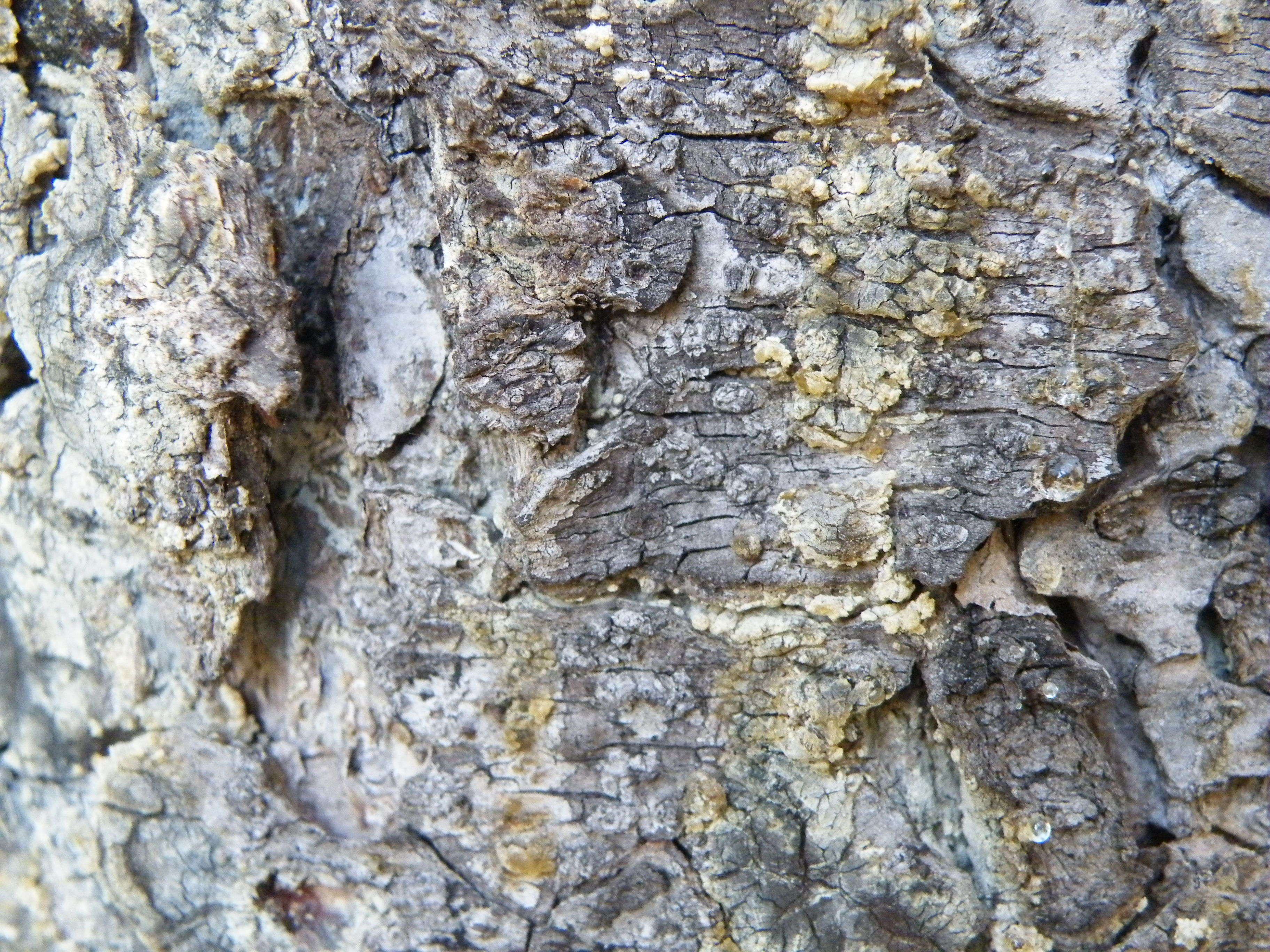
Corteccia
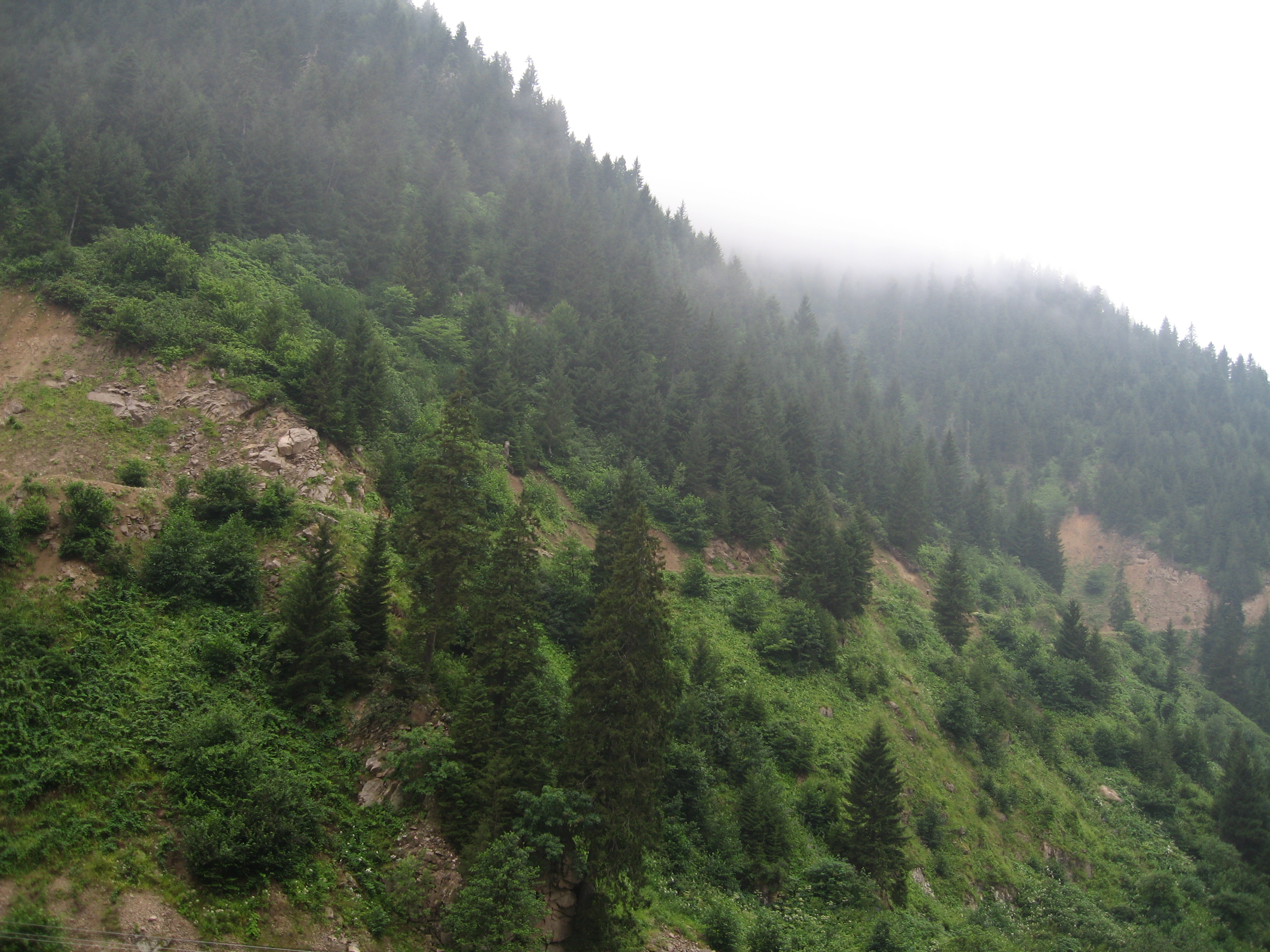
Foresta di pecci del Caucaso
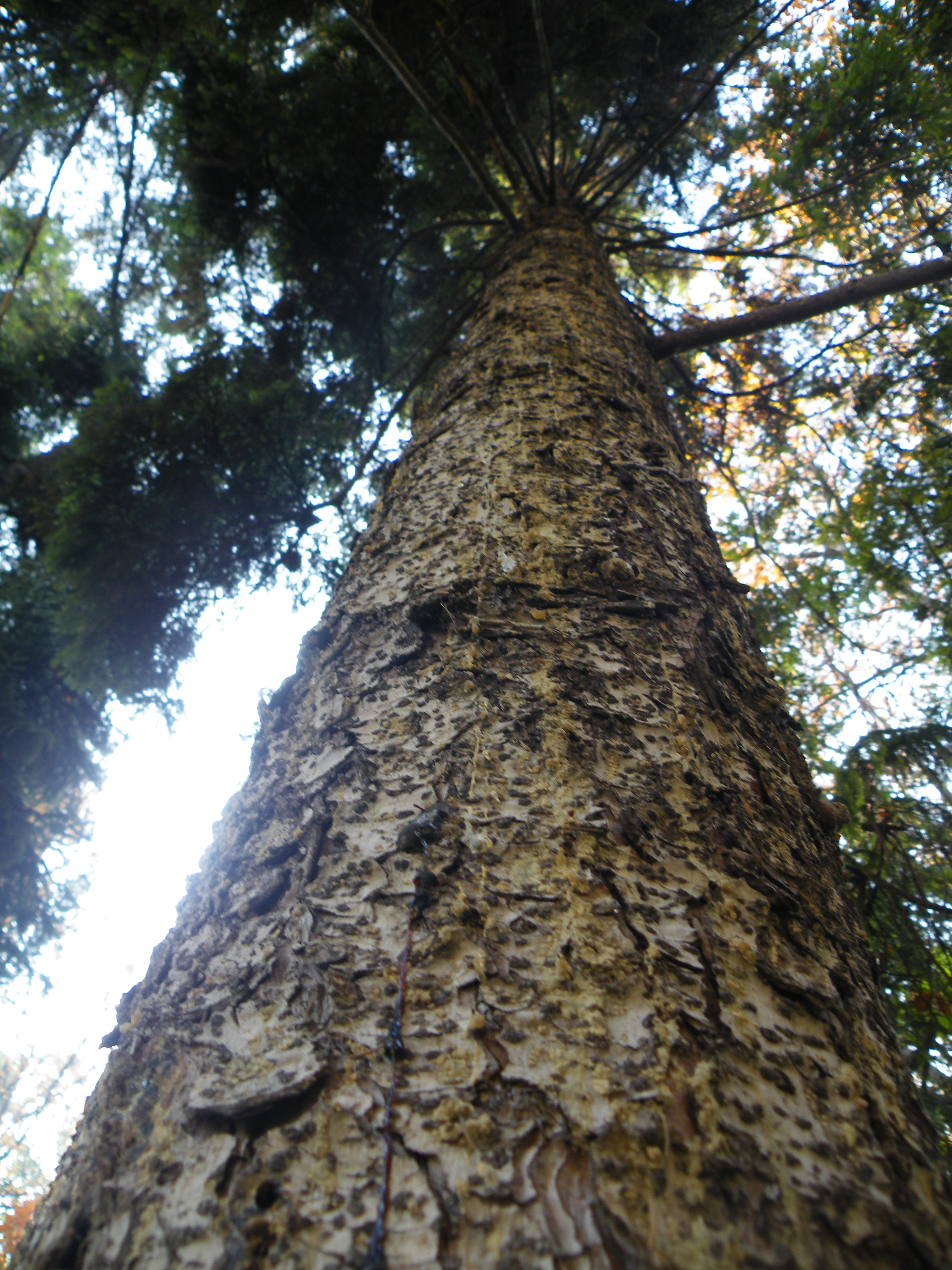
Fusto

## Distribuzione e habitat
Vegeta ad altitudini comprese tra i 600 e i 2100 m, prevalentemente su suoli bruni ma anche pietrosi o rocciosi, dalla costa lungo il Mar Nero al Gran Caucaso e ai Monti Trialeti nel Caucaso Minore. Forma foreste pure o miste in associazione con Abies nordmanniana, Pinus kochiana e Fagus orientalis. Nel sottobosco le specie più comuni sono Laurocerasus officinalis, Ilex colchica, Buxus colchica, Taxus baccata e specie del genere Rhododendron.

## Tassonomia

### Sinonimi
Sono stati riportati i seguenti sinonimi:
- Abies orientalis (L.) Poir.
- Picea withmanniana Carrière
- Picea wittmanniana Fisch. ex Gordon
- Pinus orientalis L.

## Usi
Il peccio del Caucaso ha una grande importanza economica ed è spesso coltivato in impianti forestali per lo sfruttamento del suo legno, di buona qualità, utilizzato in edilizia, carpenteria, per la fabbricazione di mobili, pavimentazioni e parti di strumenti musicali. Molto utilizzato in orticoltura, anche per il commercio di alberi di Natale, ma soprattutto come albero ornamentale per giardini e parchi, sia in Europa che in Nordamerica; numerose sono le cultivar in commercio.

## Conservazione
Con un vasto areale, e una presenza molto comune, il peccio del Caucaso viene classificato come specie a rischio minimo (least concern in inglese) nella Lista rossa IUCN.